# フレーミング (ネット用語)
フレーミング（英語: flaming）とは、相手を激高させたり侮辱したりすることを目的に発信するインターネット上に書き込む文書のこと。
論争や喧嘩に発展する様相をフレーム（flame、炎）と呼ぶ。さらに激化した罵り合いをフレーム戦争（flame war、炎上合戦）と呼び、感情が先走り誹謗中傷合戦になりやすい。フレーミングとフレームは同義として取り扱われることもある。
炎上 (ネット用語) も参照。また電子掲示板におけるフレームは電子掲示板#炎上も参照。

## 概要
フレーミングは「コンピュータによって媒介されたコミュニケーション（CMC）における敵対的で攻撃的な相互行為」と定義される。その特徴は次のとおり。
- 扇動的メッセージ
- 怒りを誘発するようなコメント
- 無礼で侮辱的なメッセージ
- 多分に冒涜的で不愉快な罵倒
- 逸脱、わいせつ、不適切な言語
- 雑談の過熱
- 嘲笑的コメント

敵意を抱いてニュースグループの投稿記事、電子掲示板の書き込み、電子メールのメッセージ、インターネット・リレー・チャットなどへ投稿する失礼なメッセージは討論の目的を逸らし簡単にフレームを招く。インターネットでは実際に対面していないため、非言語コミュニケーションによる重要なメッセージが伝えられない。相手に上手く伝えることができないコミュニケーション不足から、欲求が満たされない不快な心理状態になり、言葉の暴力によって不快を与えた相手を制圧する短絡的なフレーミングが多い。
言葉に表せない暗黙知は、インターネット上で行動を共にするネット仲間で共有したインターネットコミュニティが形成されると、思考・行動が同調し、ネット社会での人格が形成され、繰り返し行動することでより強固になる。凝り固まった強い意志は、中立的な観念を持つことが出来ず、暴言を書き込む事よりも持論が支持される事を優先する。この時、言葉の暴力を正当化するために「表現の自由」がよく引き合いに出される。

## フレーマー
故意にフレームを誘発するような書き込みを行なう者をフレーマーと呼ぶ。日本語では「荒らし」と呼ばれることも多い。
他者に対して、教えを示すための暴力を使う者も居るが、その多くは悪意からなされ、捻じ伏せれば自らの暴力を正義化する。言葉で挑発したり、議論とはまったく関係ない書き込みをして、相手を激高させる事に快感を得る者も存在するなど、フレーマーの論理は倫理の欠如が著しい。
論争が起こると、吸い寄せられる様に積極的に参加する性質を持つ者が多く、場の周囲に言葉の暴力が感染し易いため、簡単にフレームに発展する。フレーマーは多様な技法を駆使して他者を挑発する行為を行なうので、攻撃的な発言のある議論に参加する時には、挑発的な発言は無視し、相手を怒らせる表現を使っていないか慎重に発言を吟味する必要が生じる。
インターネット先進国である韓国では、悪意ある書き込みのことを悪プルと呼び、深刻な社会問題になっている。

## ネチケットを忘れない
インターネット社会は文化の違いから礼儀作法、それぞれ異なった人達で構築され、現実社会でのモラルが身についていない人が多く参加する。インターネット上のマナーはIETF（Internet Engineering Task Force）によるRFC1855が拠り所にされ、各ソーシャル・ネットワーキング・サービスにおいて通常、コミュニティに向けて示されている。ネチケットには守って欲しい願いが込められている。
RFC1855では、フレーム戦争に巻き込まれない様に記述されている。またメッセージに対して、感情的な応答をする時、送信する前に一晩待ってみる。その問題について本当に強い思いを持つなら、FLAME ON/OFFで囲って表現しようと示している。
フレーマーの様に侮辱を書き込む卑屈な者は争いを好み、相手を卑下したり、他人を罵ることで名声を博す勝敗に拘る。礼儀正しく接することができる謙虚な心を持つ人なら感情制御は容易にできるため論争には発展しない。